# Adâncata (Ialomița)
Adâncata è un comune della Romania di 2 849 abitanti, ubicato nel distretto di Ialomița, nella regione storica della Muntenia.
Il comune è formato dall'unione di due villaggi: Adâncata e Patru Frați.